# Gällstaöeken

Gällstaöeken är en ek i Ekerö kommun, Stockholms län som växer på Gällstaö. Eken kan vara mellan 400 och 500 år gammal och är efter Ekebyhovseken volymmässigt det näst största lövträdet i Sverige och är ett naturminne.
| Gällstaöeken 1916 och i december 2011 |  | Gällstaöeken 1916 och i december 2011 |
| Gällstaöeken 1916 och i december 2011 |  |                                       |

På 1920-talet fanns ett tiotal grova ekar på denna plats, de hade alla en stamomkrets som var mer än 5 meter. Då ingick ekarna i en blandskog på knappt 4 hektar. Redan i början på 1900-talet uppmärksammades Gällstaöeken av bland andra botanisten Rutger Sernander som höll på med kartläggning och registrering av gamla grova ekar i Stockholm och omgivning. Sedan dess har sommarstugor och permanentbostäder förvandlat skogen till trädgårdstomter, men flera av de grova ekarna finns ännu kvar. 
En av dessa gamla jätteträd är Gällstaöeken som räknas till en av Sveriges fyra grövsta ekar. Eken mäter 10,1 meter i omkrets (år 2006), är 19 meter hög och den har en volym på 63 kubikmeter.  År 1925 uppmätte Rutger Sernander dess omkrets till 8,6 meter. Det innebär[källa behövs] en årstillväxt på 1,9 cm fram till år 2006 och att eken kan vara mellan 400 och 500 år gammal, då en eks tillväxthastighet brukar minska med åldern.

## Bilder

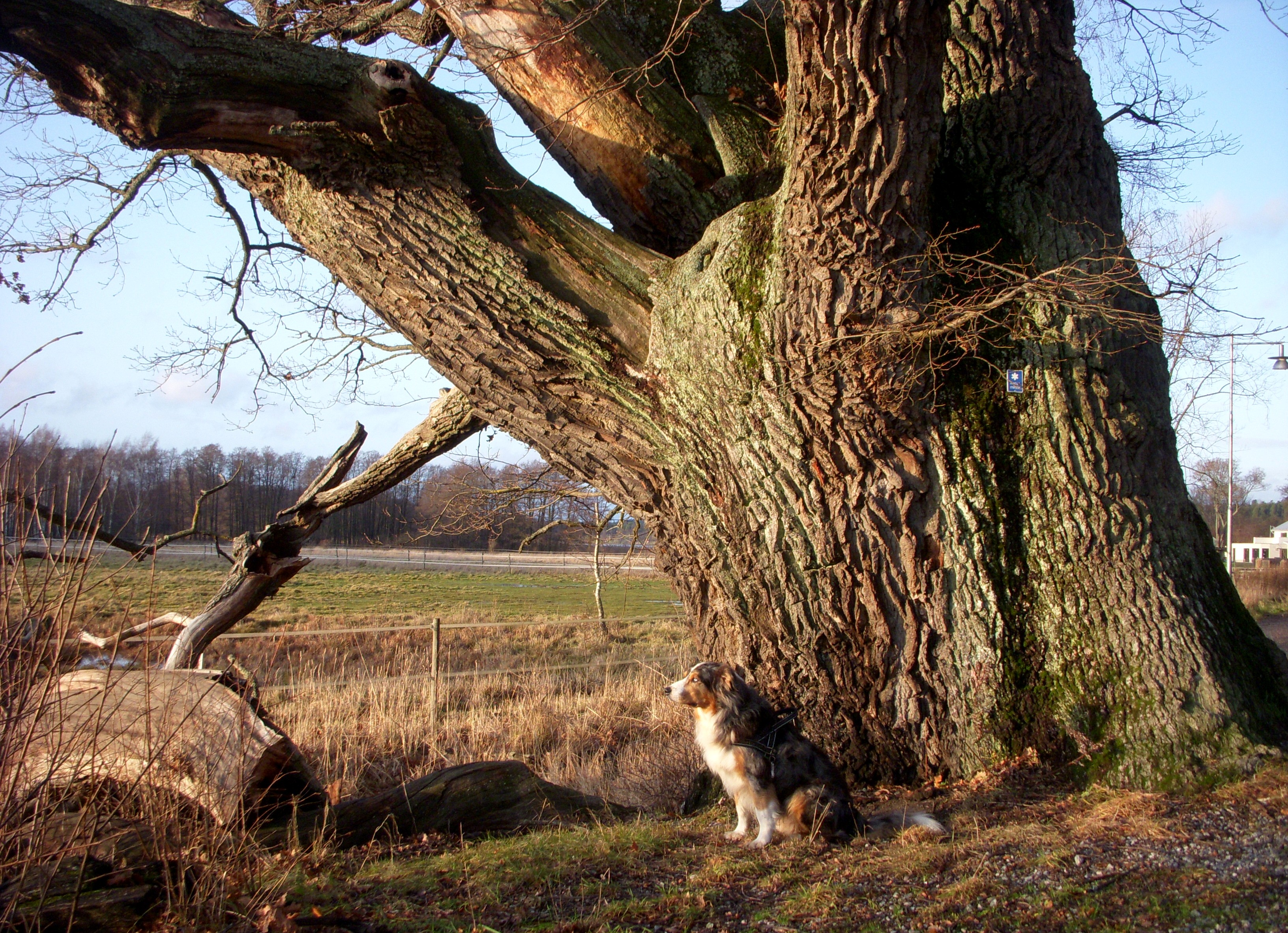
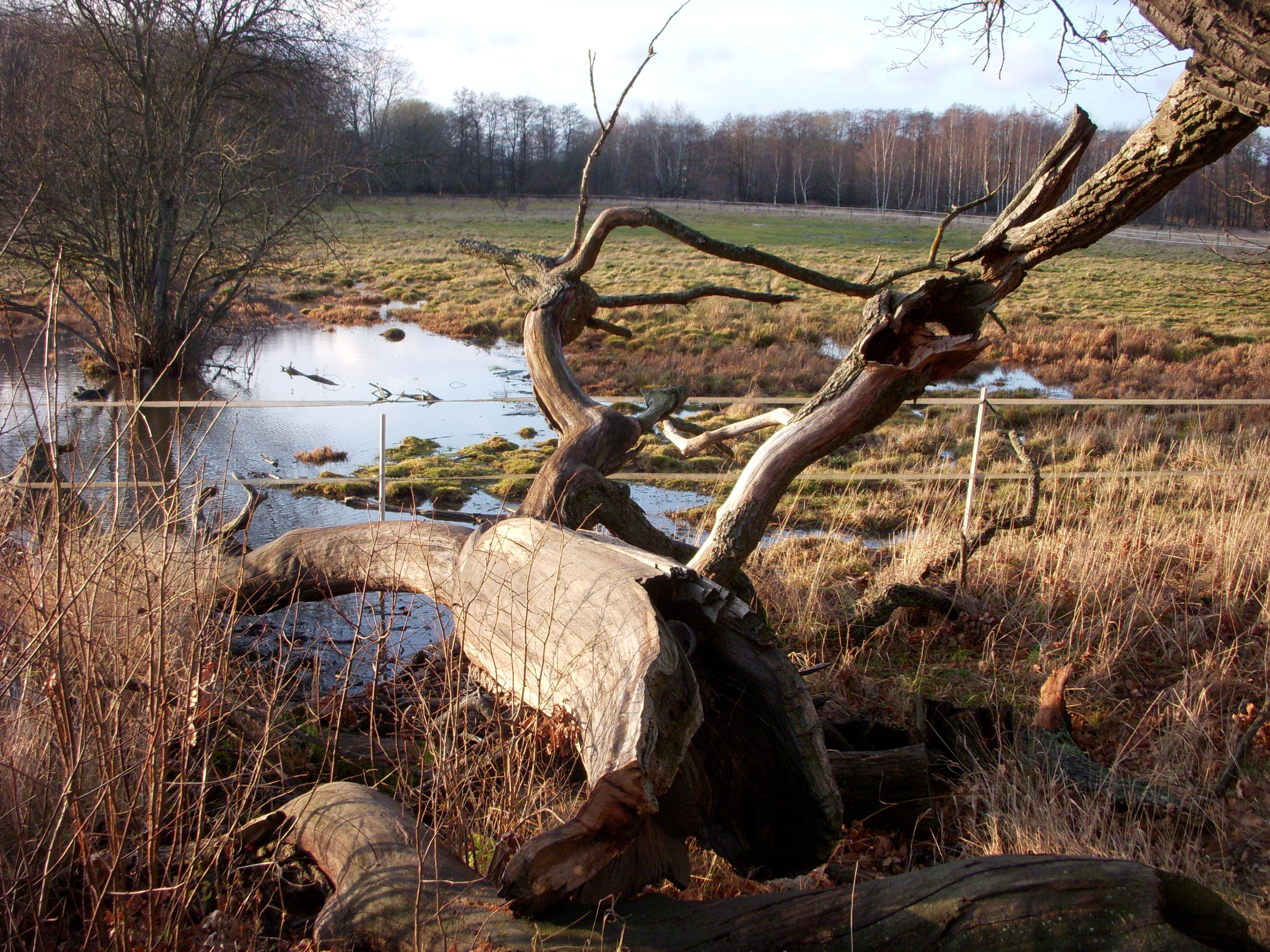
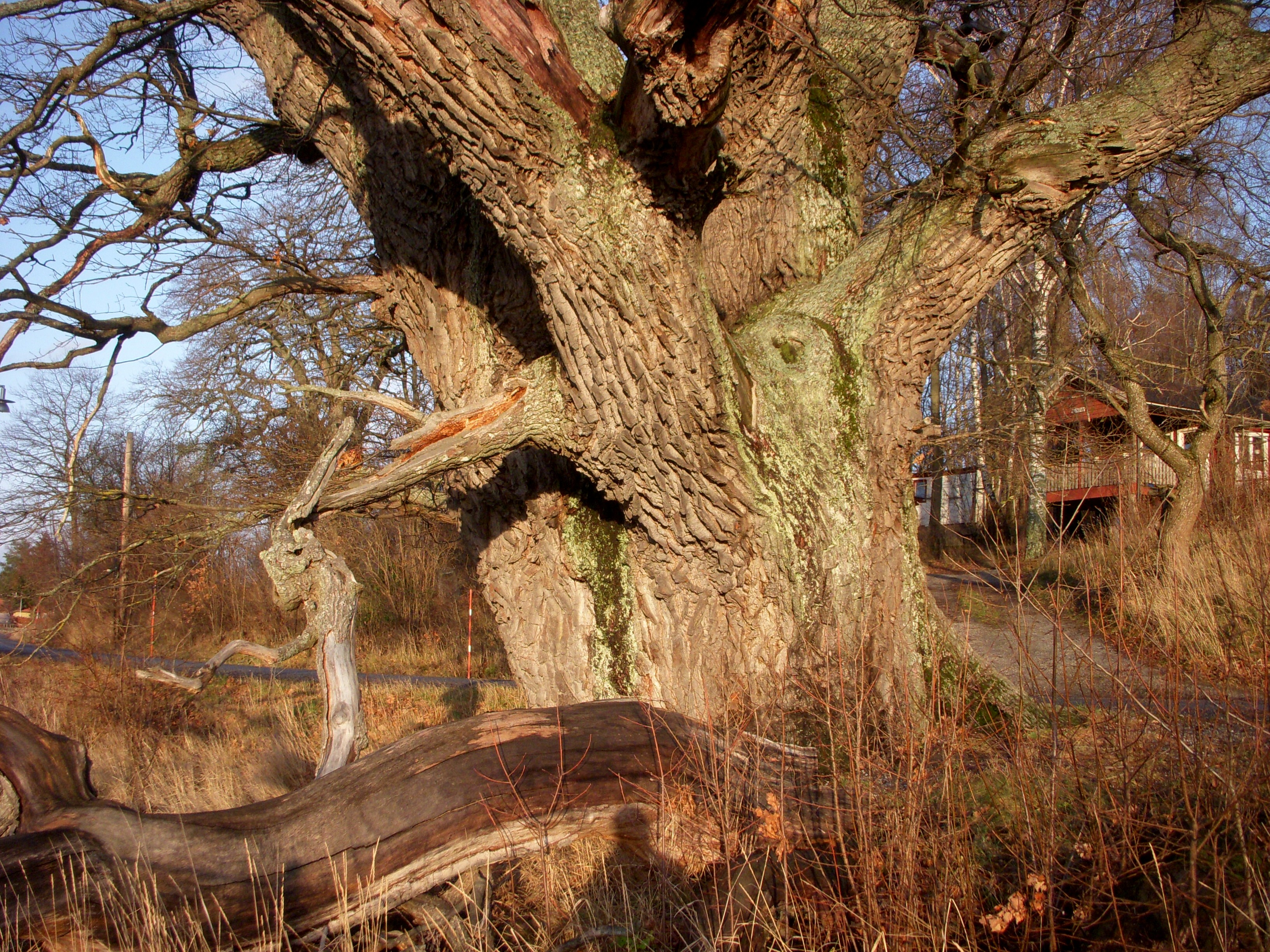
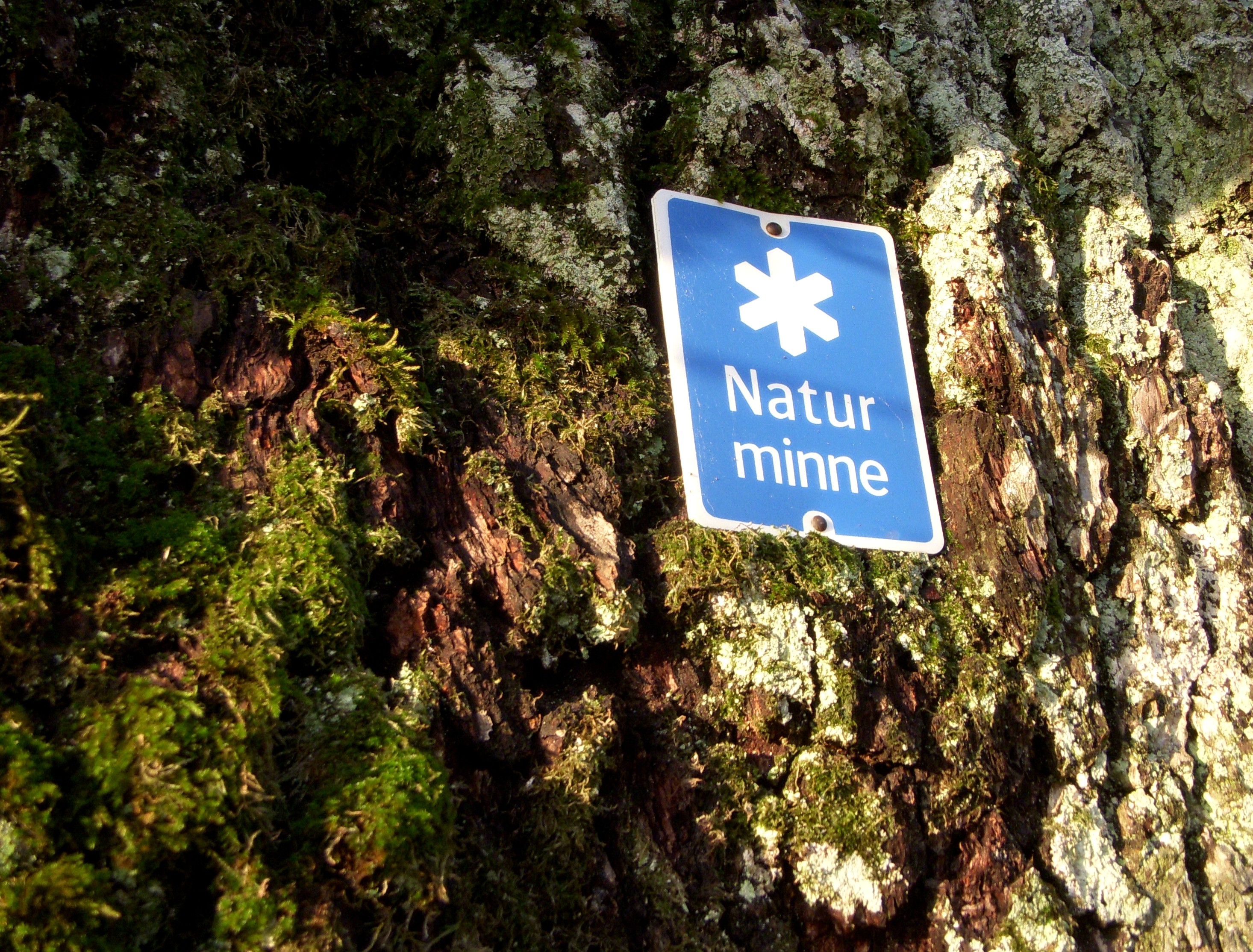

## Andra grova ekar
Den största eken i Sverige (mätt efter volymen) är Ekebyhovseken som står några kilometer bort, den har en volym på ca 84 kubikmeter, stammens omkrets är 10,5 meter och trädets höjd 17 meter. Som jämförelse kan nämnas att Rumskullaeken har en volym av ca 60 kubikmeter, en höjd på 14 meter och ett omkrets av ca 13 meter. Det gör Rumskullaeken till Sveriges grövsta träd (efter omkretsen). Prins Eugens ek har ca 45 kubikmeter volym, en omkrets av 9,2 meter och en höjd av 21 meter. Därmed är Prins Eugens ek Stockholms stads största lövträd.